# Nepetoideae
Nepetoideae — підродина квіткових рослин родини глухокропивові (Lamiaceae).
Підродина містить 133 роди та 3685 видів. Формула квітки:{\displaystyle \downarrow \;K_{(5)}\;[C_{(5)}\;A_{4-2}]\;G_{\underline {(|2)}}}.

## Класифікація
- Триба: Elsholtzieae[es]
  - Роди: Collinsonia[en] — Elsholtzia[en] — Keiskea[en] — Mosla[en] — Perilla
- Триба: Lavanduleae[d]
  - Роди: Lavandula
- Триба: Mentheae
  - Роди:Acanthomintha — Acinos — Agastache — Blephilia — Bystropogon — Calamintha — Cedronella — Chaunostoma — Cleonia — Clinopodium — Conradina — Cuminia — Cunila — Cyclotrichium — Dicerandra — Dorystaechas[pt] — Dracocephalum — Drepanocaryum — Eriothymus — Glechoma — Glechon — Gontscharovia — Hedeoma — Hesperozygis — Hoehnea — Horminum — Hymenocrater — Hyssopus — Kudrjaschevia — Kurzamra — Lallemantia — Lepechinia — Lophanthus — Lycopus — Meehania — Melissa — Mentha — Meriandra — Micromeria — Minthostachys — Monarda — Monardella — Neoeplingia[en] — Origanum — Pentapleura — Perovskia[en] — Piloblephis — Pitardia — Pogogyne — Poliomintha — Prunella — Pycnanthemum — Rhabdocaulon — Rhododon — Rosmarinus[en] — Saccocalyx — Salvia — Satureja — Schizonepeta[en] — Thymbra — Thymus — Zataria — Zhumeria[en] — Ziziphora
- Триба: Ocimeae[ru]
  - Роди:Acrocephalus — Aeollanthus[en] — Alvesia[en] — Anisochilus[en] — Asterohyptis[en] — Basilicum[en] — Becium — Benguellia[en] — Bovonia[en] — Capitanopsis[en] — Capitanya[pt] — Catoferia[en] — Ceratanthus[en] — Dauphinea[en] — Endostemon[en] — Eriope[en] — Eriopidion[en] — Erythrochlamys — Fuerstia[en] — Geniosporum[en] — Hanceola[en] — Haumaniastrum[en] — Hemizygia[en] — Holostylon[pt] — Hoslundia[en] — Hypenia[en] — Hyptidendron[en] — Hyptis[en] — Isodictyophorus[pt] — Isodon[en] — Leocus[pt] — Limniboza[en] — Marsypianthes[en] — Mesona[en] — Neohyptis[pt] — Nosema — Ocimum — Octomeron[en] — Orthosiphon — Peltodon[en] — Perrierastrum[en] — Platostoma[en] — Plectranthus[en] — Puntia[en] — Pycnostachys[en] — Raphidion — Solenostemon[en] — Symphostemon[es] — Syncolostemon[en] — Tetradenia[en] — Thorncroftia[en]
- Триба: insert sedis
  - Роди: Nepeta